# Manuel Crescencio García Rejón
Manuel Crescencio García Rejón y Alcalá (23 de agosto de 1799, Bolonchenticul, Yucatán, ahora Bolonchén de Rejón, Campeche, México; Ciudad de México, 6 de octubre de 1849), conocido como Manuel Crescencio Rejón, fue un jurista y político mexicano (nacido novohispano), creador del juicio de amparo. Fue hijo de Manuel García Rejón y de Bernarda de Alcalá, el primero vallisoletano y la segunda, de ascendencia canaria.

## Estudios
Cursó estudios de filosofía en la ciudad de Mérida, donde ingresó al Seminario de San Ildefonso hasta que se graduó en el año de 1819. Apoyó, hasta el día de su muerte, la independencia del estado de Yucatán, como una República Independiente de México.

## Inicios y carrera política
Las ideas e iniciativas que encabezó o en las que participó Rejón fueron notables, para su tiempo. Después de resultar electo diputado al Congreso mexicano, propuso que se aboliera en México la pena de muerte, por ser contraria a la humanidad y por principios meramente éticos. Además, que se abolieran las mitas, mandamientos, repartimientos y servicios personales a que estaban sujetos los indígenas. Y en relación con Yucatán, cuyos asuntos nunca olvidó como diputado o senador, pidió que se concediese la fundación de una universidad en la ciudad de Mérida. En mayo de 1822, el joven diputado yucateco criticó severamente a Agustín de Iturbide cuando se hizo proclamar emperador, por lo que al disolver Iturbide el Congreso, Rejón se encontró entre los diputados que fueron a dar a la cárcel. Más tarde sería ministro de Relaciones Exteriores, diplomático y jurisconsulto.

## Persecución
Cuando Iturbide renunció y marchó al destierro, volvió a plantearse en el Congreso la cuestión de una nueva Constitución. En ella, participó Manuel Crescencio Rejón, y no solamente redactó artículos y los defendió en la tribuna, sino que aportó las bases para la independencia del Poder Judicial, así como la ampliación de las atribuciones de la Corte Suprema de Justicia. Activista dentro de las logias masónicas, escribió en diversos periódicos. Perseguido, despojado de sus dietas, vivió una situación crítica en lo económico durante los años de 1835 a 1840.
Sufrió además la muerte de su pequeño hijo Manuel, de cuatro años. En julio de 1840, participó en una conjura contra el gobierno bustamantista, cuyo objetivo era restaurar la Constitución de 1824.

## Resurgimiento político y muerte
Participó en la elaboración de la Constitución yucateca de 1841. Debe ser considerado, a la par de Valentín Gómez Farías, uno de los más importantes precursores del Movimiento de Reforma Liberal, durante el siglo XIX. Su labor como legislador fue invariablemente progresista, con un pensamiento de avanzada.
Al poco tiempo, el presidente Antonio López de Santa Anna le nombró ministro de Relaciones Interiores y Exteriores el 19 de agosto de 1844, cargo que desempeñó durante cuatro meses. Nuevamente diputado desde 1846, falleció tres años después en la Ciudad de México.

## Ideales y carácter personal
García Rejón fue un permanente impulsor de reformas políticas encaminadas al desarrollo de la democracia, como el establecimiento de la votación directa para la elección de los miembros del Congreso y de autoridades del Ejecutivo. En este sentido, y también por su defensa de la autonomía de los Poderes Legislativo y Judicial, su actuación tuvo un carácter de vigencia y modernidad. 
Polemista apasionado, siempre en pie de lucha, Rejón fue también periodista político; su trabajo fue constante en la redacción de diversos periódicos liberales de su época, y la exposición de sus ideas y su combate a tiranos y opresores le valieron persecuciones y cárcel.

## Juicio de amparo
Rejón defendió siempre la libertad de expresión. Federalista de convicciones firmes. Reconocido como el padre del juicio de amparo, es una figura jurídica única en el mundo, y por su especial naturaleza, solo puede considerarse que existen "manifestaciones similares a ella", mas no "antecedentes directos". Ha sido adoptada por la legislación de diversos países: el derecho positivo mexicano estableció desde el siglo pasado un mecanismo privilegiado del que puedan hacer uso los particulares para defenderse de los actos de autoridad que violan sus garantías individuales; este recurso es a la vez un juicio de defensa de la legalidad y de defensa de la Constitución.
Este mecanismo de defensa que tienen los ciudadanos mexicanos fue establecido por el jurista yucateco Manuel Crescencio García Rejón, quien lo incluyó en la Constitución Yucateca de 1841. El primer caso exitoso de aplicación del amparo es el denominado Amparo Valay.
Posteriormente, la figura del amparo fue impulsada a nivel federal por Mariano Otero, preclaro pensador jalisciense, quien logró que se incluyera en el Acta de Reformas de 1847 y se aplicara por primera vez en el Amparo Verástegui. Más tarde, el amparo se incluyó en la Constitución de 1857, y desde entonces se encuentra incorporado a la Carta Magna mexicana.